# Hüseyin Özkan
Hüseyin Özkan, nato Huseyn Bisultanov (20 gennaio 1972), è un ex judoka russo naturalizzato turco.

## Palmarès
- Giochi olimpici

Sydney 2000: oro nei 66 kg.
- Mondiali

Birmingham 1999: argento nei 66 kg.
- Europei

Atene 1993: argento nei 60 kg.
Ostenda 1997: oro nei 65 kg.
Bratislava 1999: bronzo nei 66 kg.
Düsseldorf 2003: bronzo nei 66 kg.
- Giochi del Mediterraneo

Bari 1997: oro nei 66 kg.